# Ferdinand von Harrach

Ferdinand von Harrach, 1902

Ferdinand Graf von Harrach (* 27. Februar 1832 in Rosnochau, Kreis Neustadt O.S.; † 13. Februar 1915 in Berlin) war ein deutscher Landschafts-, Historien- und Porträtmaler.

## Leben
Die Grafen von Harrach entstammen einem alten österreichisch-böhmischen Adelsgeschlecht. Der Vater, Carl, war in Prag groß geworden. Nach dem Militärdienst unter österreichischer Flagge, betrieb er Landwirtschaft im preußischen Oberschlesien. Sohn Ferdinand hatte als eine Taufpatin seine Tante Auguste Gräfin von Harrach (Schwester seines Vaters). Sie war nach dem Tod von Königin Luise die zweite Frau des Preußenkönigs Friedrich Wilhelm III. Auch er ist als Taufpate von Ferdinand Graf Harrach im Kirchenbuch des katholischen Pfarramtes von Rosnochau eingetragen. Nach Privatunterricht auf dem väterlichen Gut wurde Ferdinand auf die Erziehungsanstalt in Schnepfenthal geschickt, deren Schüler auch sein Vater gewesen war. Ab 1847 besuchte Ferdinand das Maria-Magdalenen-Gymnasium in Breslau, das er 1851 mit dem Abitur verließ. Eine Reise mit den Eltern nach Italien und ein längerer Aufenthalt in Rom ermutigten Ferdinand Graf Harrach zu der Annahme, seine künstlerischen Ambitionen weiterentwickeln zu dürfen. Aber der Vater, der in Schlesien als Pionier der modernen Landwirtschaft galt und ihn als ältesten Sohn für seine Nachfolge als Gutsherrn bestimmt hatte, erwartete noch einige Prüfungen von ihm.
Doch weder das in Berlin begonnene Studium der Natur- und Rechtswissenschaften noch eine landwirtschaftliche Ausbildung, die sein Vater ihm „verordnet“ hatte, konnte den jungen Ferdinand umstimmen. Schon damals malte und zeichnete er in jeder freien Stunde. 1856/57 absolvierte er seinen Militärdienst bei den Kürassieren in Breslau. Nachdem der Vater eine Prüfung der künstlerischen Arbeiten seines Sohnes durch Stanislaus Graf von Kalckreuth, Professor an der Düsseldorfer Kunstakademie veranlasst hatte, und dieser die Arbeiten als „hervorragend und vielversprechend“ bezeichnet hatte, war endlich der Weg frei für die Ausbildung zum Künstler. Als Ferdinand 1858 das Kunststudium in Düsseldorf begann, war er mit 26 Jahren im Vergleich zu seinen Kommilitonen schon älter.
Kalckreuth, der sein künstlerischer Ziehvater wurde, erhielt 1859 vom Großherzog Carl Alexander (Sachsen-Weimar-Eisenach) das Angebot, die großherzogliche Malschule in Weimar zu leiten. Künstler wie Bonaventura Genelli und Friedrich Preller arbeiteten bereits in Weimar. Kalckreuth nahm das Angebot an und veranlasste auch Graf Harrach, nach Weimar überzusiedeln. Als Lehrer der neuen Schule gewann Kalckreuth neben Arnold Böcklin und Franz Lenbach auch Arthur von Ramberg und Ferdinand Pauwels. Graf Harrach unternahm in den folgenden Jahren verschiedene Reisen, meist in die Alpengebiete und 1862 auf die Britischen Inseln. Zahlreiche Skizzen und Landschaftsbilder waren das Ergebnis. In Weimar wurde er vom Großherzog auch gerne als Jagdbegleiter in Anspruch genommen. Am Deutschen Krieg von 1866 nahm Ferdinand Graf Harrach als preußischer Reserveoffizier teil. 1868 vermählte er sich mit Helene Gräfin Pourtalès und verlegte seinen Wohnsitz nach Berlin. Als Kunstmaler hatte er sich inzwischen einen Namen gemacht. Einige seiner Gemälde waren schon auf Ausstellungen in Berlin und Dresden gezeigt worden. Zunehmend erhielt er auch Porträtaufträge von Persönlichkeiten aus dem Adelsstand. Bei einem Ferienaufenthalt auf Norderney wurde die Verbindung zum Kronprinzenpaar (Kronprinz Friedrich Wilhelm, später Kaiser Friedrich III. und Kronprinzessin Victoria), aus der Berliner Gesellschaft und durch die familiären Verbindungen bereits bekannt, intensiviert. Beim Deutsch-Französischen Krieg erhielt Graf Harrach daher eine Aufgabe als Ordonnanzoffizier im Stabe des Kronprinzen. Beteiligt war er auch an den Entwürfen für das neue deutsche Reichswappen zur Kaiserkrönung 1871.

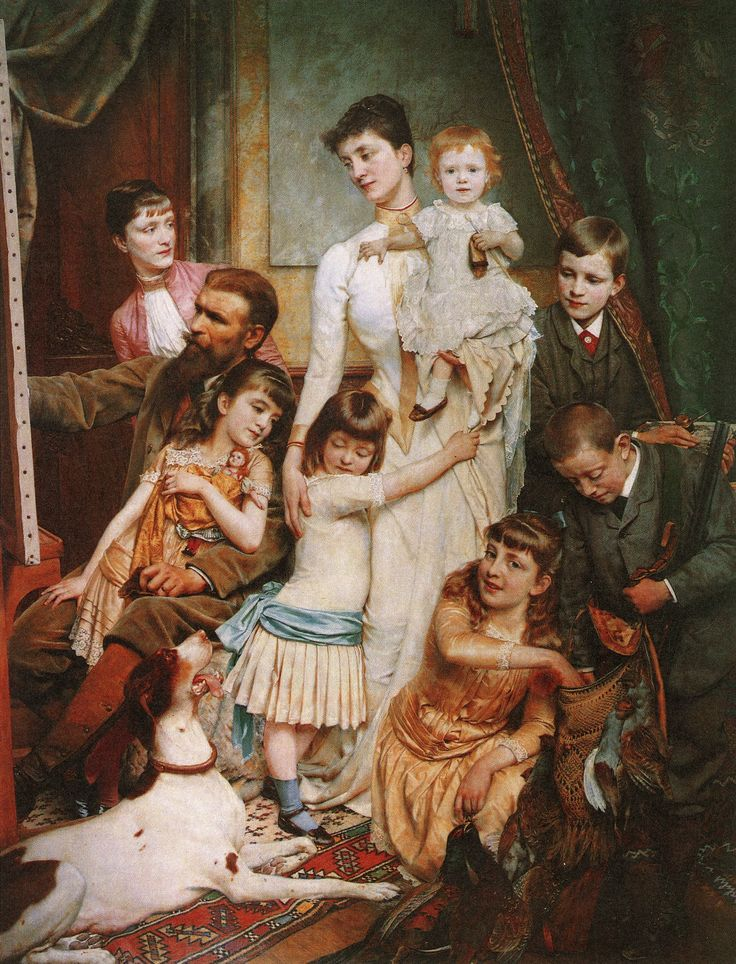
Selbstporträt im Kreis der Familie, 1888

Durch den Tod seiner Patentante Auguste, Fürstin zu Liegnitz, erhielt er finanziell die Möglichkeit, eigenen Landbesitz zu erwerben. Er erwarb das Schloss Tiefhartmannsdorf im Kreis Schönau, das nach gründlicher Renovierung das neue Heim der Familie von Ferdinand Graf Harrach wurde. Von den acht Kindern (vier Söhne und vier Töchter) starben vier bereits im Kindesalter. Wie die Kriegsereignisse, so hatte auch der Tod der Kinder Auswirkungen auf die Arbeit des Künstlers und die Themen seiner Bilder. 1892 wurde Graf Harrach zum Professor und 1893 zum Senator der Berliner Königlichen Akademie der Künste ernannt. 1895 erhielt er auf der Großen Berliner Kunstausstellung eine große Goldmedaille. 1895–1896 war er Präsident der Großen Berliner Kunstausstellung, als bereits die Auseinandersetzung mit der Berliner Secession begonnen hatte. Zusammen mit seiner Frau bereiste er 1899 Ägypten und die Orte des Alten und Neuen Testaments. Die Eindrücke dieser Reise bestimmten weiterhin die biblischen Themen seiner Bilder.
Zu seinem 70. Geburtstag erschien in der Königlich privilegierten Berlinischen Zeitung ein kurzer biografischer Abriss.
1912 wurde der Maler zu seinem achtzigsten Geburtstag mit einer eigenen Ausstellung geehrt. Ferdinand Graf Harrach war einer der letzten Vertreter der Klassischen Malkunst. „Ferdinand hat jeden Tag seines Lebens gemalt“ heißt es in den Erinnerungen seiner Frau, Helene Gräfin Harrach. Und der Diplomat Gerhard von Mutius, ein Neffe der Gräfin formuliert es so: „Sein Lebensstil erfüllte im schönsten Sinn den Begriff einer inhaltsreichen, belebten und tätigen Muße.“
Der Maler und Bildhauer Hans Albrecht von Harrach war sein Sohn.

## Werke (Auswahl)

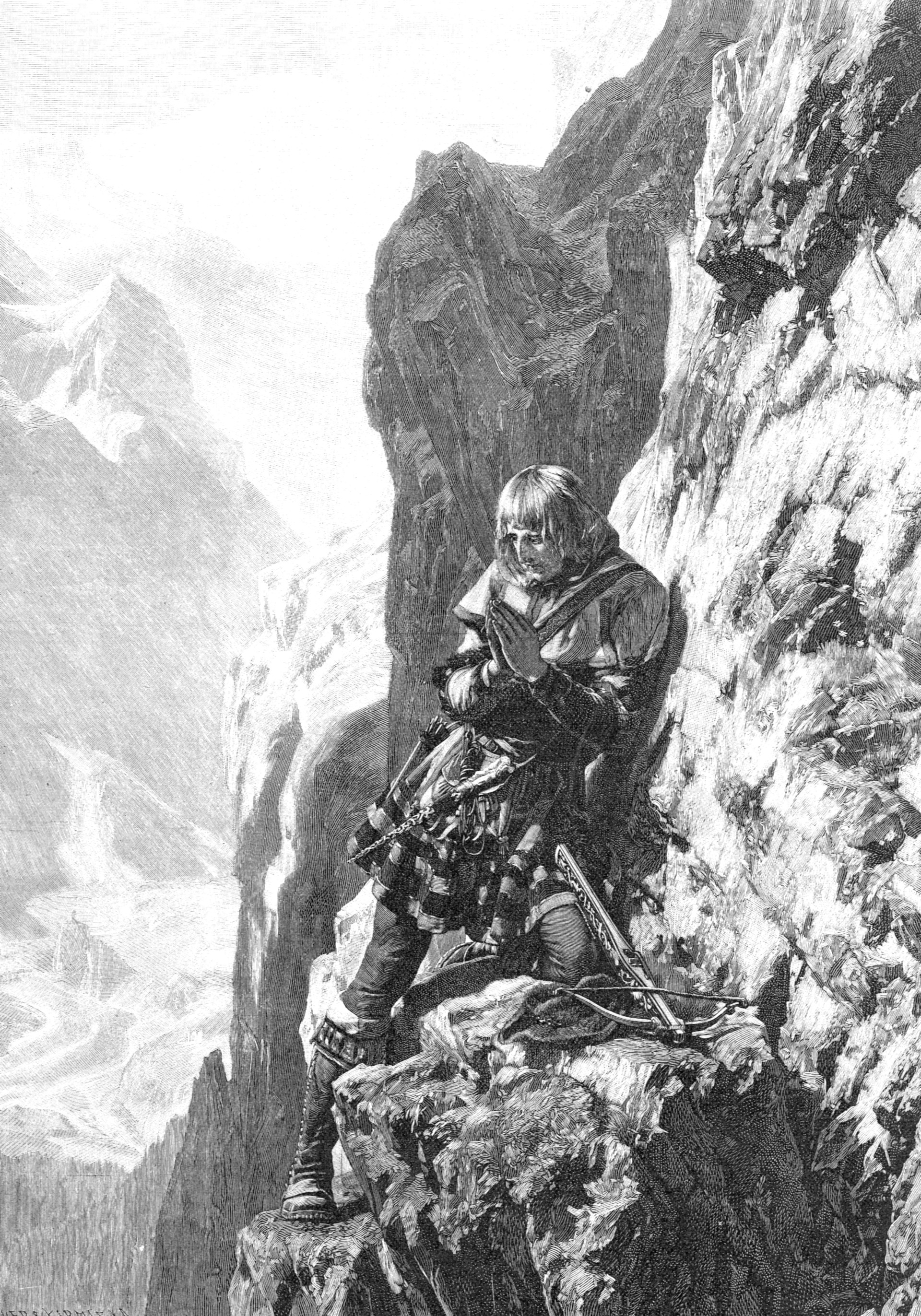
Kaiser Max an der Martinswand (Illustration der Gartenlaube, 1903)

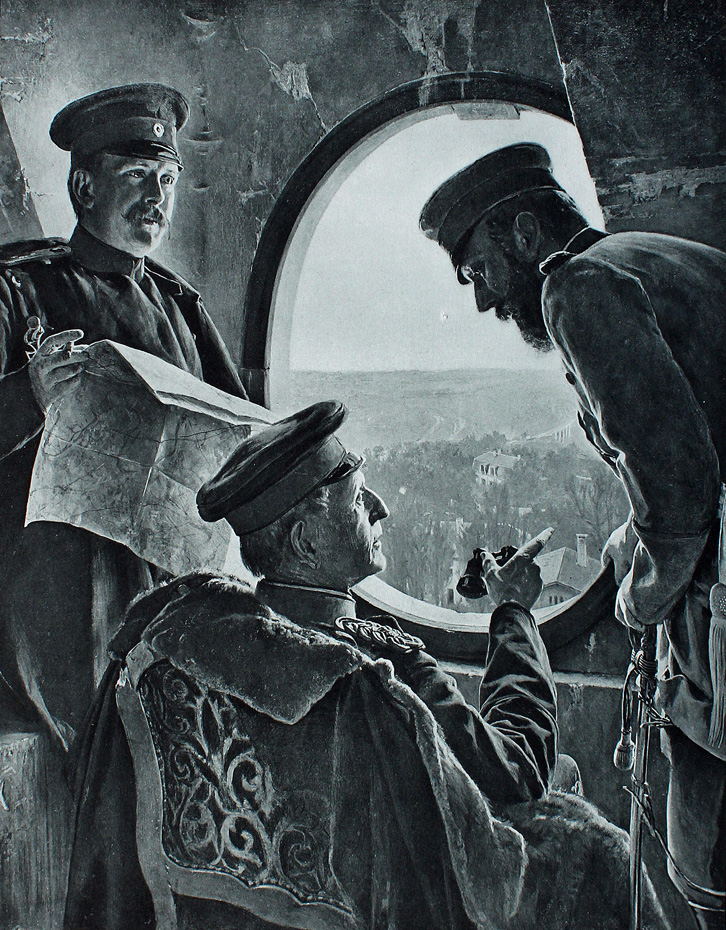
Moltke im Observatorium vor Paris (Heliogravüre des Gemäldes von Ferdinand von Harrach)

- 1858–59 Gebirgslandschaft, Morgenbeleuchtung
- 1860–61 Große Gebirgslandschaft, Abendbeleuchtung
- 1863 Blick aufs Meer von der Insel Arran
- 1866 Porträt des Grafen Mörner
- 1866–67 Kaiser Max auf der Martinswand
- 1869 Winterwald im Rauhreif
- 1869–70 Gefangennehmung Luthers
- 1871–72 In den Weinbergen von Wörth
- 1871–72 Der Abend von Sedan
- 1874 Abendbeleuchtung am Thunersee
- 1875 Moltke im Observatorium vor Paris
- 1876 Schlittschuhlauf an der Rousseau-Insel
- 1876 Porträt meiner Kinder (Rundbild)
- 1877–78 Verkündigung der Weihnachtsbotschaft
- 1880 Porträt des Ministers Karl von Varnbüler
- 1881 Viehabtrieb am Wetterhorn
- 1883–84 Porträt des Grafen W. Pourtalès
- 1885 Porträt des Herrn B. v. d. Knesebeck
- 1886 Christus am Ölberg
- 1887 Maria mit dem zwölfjährigen Christus
- 1888 Porträt des toten Monarchen Kaiser Wilhelm I.
- 1891 Porträt des toten Helmuth Karl Bernhard Graf von Moltke
- 1892 Die Störche kommen
- 1893–94 Porträt des Grafen Christoph Vitzthum
- 1895 Vorfrühling in der Lausitz
- 1896 Porträt des Professors Ludwig Passini
- 1898 Sturm im Hochgebirge
- 1898 Johannisfeuer am Riesengebirge